# El amor y el espanto
El amor y el espanto, también conocida como Borges, en su laberinto, es una película argentina dramática-de suspenso de 2000 dirigida por Juan Carlos Desanzo y escrita por José Pablo Feinmann. Es protagonizada por Miguel Ángel Solá, Blanca Oteyza y Víctor Laplace. Se estrenó el 17 de mayo de 2001. El filme ganó el Premio Vigía del Festival de La Habana en 2002.
El filme retrata el universo ficcional del escritor y poeta argentino Jorge Luis Borges, el cual aparece contado en clave policial.

## Sinopsis
En 1946, durante la primera presidencia de Juan Domingo Perón, el autor Jorge Luis Borges se siente agredido y acosado por lo que el considera "el régimen peronista". El escritor se refugia en la pensión La Espera, mientras vive enamorado de Beatriz Viterbo, una joven de clase alta que se casa con Carlos Daneri, un funcionario del gobierno de quien Borges sospecha fuertemente, especulando con que es un sádico que está envenenando lentamente a Beatriz. Para salvarla Borges decide recurrir a un detective, que se convierte en la bisagra de una historia impensada.

## Reparto
- Miguel Ángel Solá ... Jorge Luis Borges
- Blanca Oteyza ... Beatriz Viterbo
- Víctor Laplace ... Carlos Daneri
- Norman Briski ... Erik Lönnrot
- Roberto Carnaghi ... Pierre Menard
- Alicia Berdaxagar ... Madre de Borges
- Cristina Banegas ... Dueño Pensión
- Roly Serrano ... Alejandro Villari
- Jean Pierre Reguerraz ... Otto Dietrich
- Víctor Bruno ... Cantinero
- José María López ... Funes
- Jorge Ochoa ... Bibliotecario
- Pablo Brichta

## Temas
El filme incluye como parte de la trama varias historias y personajes de Borges, como Pierre Menard, autor del Quijote, Funes el memorioso y Milonga de Jacinto Chiclana, entroncados con una historia que busca internarse en la psiquis del autor, desde donde se expone la idea de avasallamiento moral e ideológico que Borges sentía que el "régimen peronista" (como solía llamarle) le había producido personalmente.
Al respecto de este enfoque del film sobre Borges, el director Juan Carlos Desanzo explicó: "En la sumatoria de los dos sentimientos, creemos haber abarcado el ideario de su cerebro febril y eso llevó al título de la película", sostuvo el cineasta.